# Parti de la coalition islamique
Le parti de la coalition islamique, en iranien Amiat'Haye Motalefeh Islami, abrégé en Motalefeh, est une coalition d'associations islamiques, ultra-conservatrices, créée en Iran en 1963. 
Alliance du clergé et de riches marchands du Bazaar, le Motalefeh contrôle une part non négligeable de l'économie iranienne. Il est aujourd'hui dirigé par le multi-millionnaire Habibollah Asgaroladi, qui fut à la tête de la police politique du régime et secrétaire d'État, et est membre du Conseil de discernement de l'intérêt supérieur du régime depuis au moins 1997.
L'un des membres de ce mouvement a participé à l'assassinat du Premier ministre du Shah, Ali Mansour, en 1975. Après la Révolution iranienne de 1979, ce groupe participa à la répression contre des mouvements d'extrême-gauche. 
Aux élections de 2005, il a soutenu la candidature d'Ahmadinejad. Depuis, il se serait rapproché du clan d'Ali Larijani, président du Majlis, le Parlement monocaméral d'Iran, et candidat rival d'Ahmadinejad en 2005. En 2010, le Motalefeh a critiqué les propos du cheik chiite koweïtien, Yasser al-Habib, insultant Aïcha, l'une des épouses du Prophète Mahomet, considérant que ces propos visaient diviser la communauté musulmane entre chiites (majoritaires en Iran) et sunnites et ainsi semer les graines de la fitna (discorde) au sein de l'islam .